# Pampadromaeus
Genre
Espèce
Pampadromaeus est un genre éteint de dinosaures sauropodomorphes basaux du Trias supérieur. Il a été décrit en 2011 à partir de restes fossiles découverts dans l'état de Rio Grande do Sul, au Brésil. Ce genre ne comporte qu'une seule espèce, Pampadromaeus barberenai, décrite par Sérgio Cabreira (d) et son équipe en 2011,.